# キャビン・フィーバー
『キャビン・フィーバー』（原題：Cabin Fever）は、2002年制作のアメリカ合衆国のホラー映画。
イーライ・ロスの長編デビュー作で、ロス自身が19歳の時に皮膚病に感染した体験を基にしている。タイトルの意味は、僻地や狭い空間で生じる異常過敏症のこと。

## あらすじ
卒業を間近に控えた5人の学生ポール、カレン、ジェフ、マーシー、バートは、学生生活最後の夏休みを楽しむため、森の奥にあるキャビンを借りる。
だが、彼らがパーティーを開いている最中に、血だらけの男が突然乱入してくる。5人はパニックになりながらも、なんとか男を追い払ったが、その翌日、カレンの身体の皮膚が膨れ上がり、やがて爛れて血があふれ出てきた。4人はカレンを必死で看病するが、症状はどんどんひどくなっていく。
やがて残りの4人も、お互いに他にも誰か感染しているかもしれないという恐怖と疑念を抱き始め、それがパニックを引き起こす。

## キャスト
- ポール：ライダー・ストロング（吹替：竹若拓磨）
- カレン：ジョーダン・ラッド（吹替：原史奈）
- ジェフ：ジョーイ・カーン（吹替：櫻井孝宏）
- マーシー：セリーナ・ヴィンセント（吹替：斎藤恵理）
- バート：ジェームズ・デベロ（吹替：坂詰貴之）
- ヘンリー：アリ・ヴァーヴィーン
- ジュゼッペ・アンドリュース

## 続編・リブート
- キャビン・フィーバー2（英語版） (2009)[2]
- キャビン・フィーバー ペイシェント・ゼロ（英語版） (2014) - 本作の前章にあたる作品[3]
- キャビン・フィーバー リブート（英語版） (2016)[4]